# Great Bear
Great Bear är en berg- och dalbana i nöjesparken Hersheypark. Banan är byggd av Bolliger & Mabillard under vintern 1997, och togs i drift 23 maj 1998.